# Leptogenys podenzanai
Leptogenys podenzanai är en myrart som först beskrevs av Carlo Emery 1895.  Leptogenys podenzanai ingår i släktet Leptogenys och familjen myror. Inga underarter finns listade i Catalogue of Life.